# Getränkesteuer
Die Getränkesteuer war eine Steuer auf alkoholische und nichtalkoholische Getränke zum Verzehr an Ort und Stelle.

## Deutschland

### Rechtliche Regelung
Die Getränkesteuer in der Bundesrepublik Deutschland gehört zu den kommunalen Verbrauchsteuern und wird ausschließlich von den Gemeinden erhoben.
Der Grundgedanke der Getränkesteuer liegt darin, die Steuerkraft abzuschöpfen, die in den Schankbetrieben durch den Getränkeumsatz entsteht.
Rechtsgrundlage für ihre Erhebung sind die Kommunalabgabengesetze der Länder und die jeweiligen Satzungen der Städte und Gemeinden.

### Geschichte
Die Getränkesteuer in Deutschland geht zurück auf Besteuerungsformen im 12. Jahrhundert wie das Ungeld oder die Akzise.
Auf der Grundlage des Reichsfinanzausgleichsgesetzes erhielten die Gemeinden 1923 das Recht, eine einheitliche Steuer auf alle örtlich verbrauchten Getränke zu erheben. Dies konnte sich aber nicht durchsetzen, so dass 1927 nur noch die Gemeindebiersteuer übrig blieb, die 1930 durch das aktualisierte Biersteuergesetz abgeschafft wurde.
In den in der Bundesrepublik Deutschland entstandenen Gemeindeabgabengesetzen wurde die Getränkesteuer in Form der Schankverzehrsteuer eingeführt. 1955 gab es in der Bundesrepublik Deutschland 2.350 Kommunen, die eine Getränkesteuer als kommunale Verbrauchssteuer eingeführt hatten.
1984 wurde die Getränkesteuer außer in Hamburg nur noch in 13 Städten in Hessen und Niedersachsen erhoben. Die Steuersätze schwankten dabei von 7,5 Prozent in Braunschweig bis 11 Prozent in Wiesbaden. Während nach der Wiedereinführung der Getränkesteuer in Hamburg Anfang 1984 wieder alle öffentlich ausgeschenkten Getränke mit einer Getränkesteuer in Höhe von 10 Prozent belastet wurden, gab es beispielsweise in den Städten Hildesheim und Wiesbaden eine Befreiung von der Steuer für Bier und in Frankfurt am Main für Apfelwein. Die Gewerkschaft Nahrung-Genuss-Gaststätten (NGG) übte 1984 scharfe Kritik an der Wiedereinführung der Getränkesteuer in Hamburg, da den Gaststätten dadurch Umsatzverluste von bis zu 20 Prozent drohten. Wiederum rechnete Hamburg mit jährlichen Mehreinnahmen von bis zu 36,6 Millionen DM.
In Wiesbaden wurde die Getränkesteuer 1994 und in Hanau und Frankfurt am Main im Jahr 2000 abgeschafft.
Im Jahr 2000 lag das Aufkommen der Getränkesteuer in Deutschland bei insgesamt 6,0 Millionen Euro und war bereits zu dieser Zeit eine Bagatellsteuer.
Zum 31. Dezember 2009 schaffte Offenbach am Main als letzte Stadt in Deutschland die Getränkesteuer in Höhe von 5 Prozent ab. Die Stadt hatte am 1. Januar 1992 die Steuer mit einem Satz von 10 Prozent erst wieder eingeführt.

## Österreich
In Österreich wurde bis zum Jahr 2000 eine Getränkesteuer in Höhe von 10 % des Verkaufspreises auf alle alkoholischen Getränke eingehoben. In Folge eines EuGH-Urteils vom 9. März 2000, wonach die österreichische Getränkesteuer nicht mit der Verbrauchssteuerrichtlinie der EU vereinbar sei, wurde sie abgeschafft.
15 Prozent der EU-widrig eingehobenen Getränkesteuer im Volumen von 200 Mio. Euro, also 30 Mio. Euro, wurden in der Folge an den Lebensmittelhandel zurückgezahlt.
Da die Besteuerung von alkoholischen Getränken in Gastronomiebetrieben jedoch zulässig sei, sind die Gemeinden aus fiskalischen Gründen an einer Wiedereinführung interessiert, die Gastronomie hingegen nicht.